# Чо Джин Хо
Чо Джин Хо (кор. 조진호, 2 серпня 1973, Тегу — 10 жовтня 2017, Пусан) — південнокорейський футболіст, що грав на позиції півзахисника. По завершенні ігрової кар'єри — тренер.
Виступав, зокрема, за «Пхохан Стілерс» та «Соннам Ільхва Чхонма», а також національну збірну Південної Кореї, у складі якої був учасником чемпіонату світу 1994 року.

## Клубна кар'єра
Народився 2 серпня 1973 року. Займався футболом у Університеті Ханьян. 1994 року приєднався до клубу «ПОСКО Атомс» (з 1997 року — «Пхохан Стілерс»), де грав до 1999 року з перервою на службу в армії, під час якої грав за армійський клуб «Санму». У 1996 році він виграв Кубок Південної Кореї.
Згодом протягом 2000 року він грав за «Пучхон», а завершив ігрову кар'єру у клубі «Соннам Ільхва Чхонма», за команду якого виступав протягом 2001—2002 років.

## Виступи за збірні
1993 року залучався до складу молодіжної збірної Південної Кореї, у складі якої був учасником молодіжного чемпіонату світу 1991 року в Португалії та молодіжного чемпіонату світу 1993 року в Австралії, зігравши 4 і 3 матчі відповідно, а на другому ще й забив гол у грі проти Туреччини (1:1).
1992 року був у заявці олімпійської збірної на Олімпійських іграх у Барселоні, але на поле не виходив.
1994 року у складі національної збірної Південної Кореї був учасником чемпіонату світу 1994 року у США, зігравши на турнірі один матч проти Німеччини (2:3). Протягом кар'єри у національній команді, яка тривала 1 рік, провів у її формі 12 матчів, забивши 2 голи.

## Кар'єра тренера
Закінчивши кар'єру, 2003 року Чо повернувся в «Пучхон» (з 2005 року — Чеджу Юнайтед), де став помічником тренера. У 2009 році він став тимчасовим головним тренером і провів кілька ігор, після чого з кінця 2009 по 2010 рік він знову був помічником тренера.
У 2011 році він покинув клуб і перейшов до «Чоннам Дрегонз». Там він також став помічником тренера. Наприкінці 2012 року його контракт не було поновлено, тому йому довелося покинути клуб. 
У 2013 році Чо увійшов до тренерського штабу клубу «Теджон Сітізен», а після звільнення головного тренера він став тимчасовим тренером. Під керівництвом Чо Джин Хо «Теджон» виграв кілька ігор, але не зміг покинути зону вильоту. Незважаючи на виліт, керівництво клубу призначило Чо повноцінним головним тренером команди. У 2014 році йому вдалося повернути команду до К-Ліги, але там результати команди погіршились і тренера було звільнено по ходу сезону 2015 року. 
На початку 2016 року Чо став новим головним тренером «Санджу Санму», закінчивши сезон на 6-му місці, після чого очолив «Пусан Ай Парк», з яким боровся за вихід до вищого дивізіону.
10 жовтня 2017 року Чо Джин Хо помер у віці 44 років в університетській лікарні Янгсан у Пусані від наслідків серцевого нападу, який пережив того ж дня. 

## Титули і досягнення
- Переможець Юнацького (U-19) кубка Азії: 1990